# パクス・エウロパエア

欧州連合（EEC,ECなどその前の体制も含む）の歴史的な拡大の様子

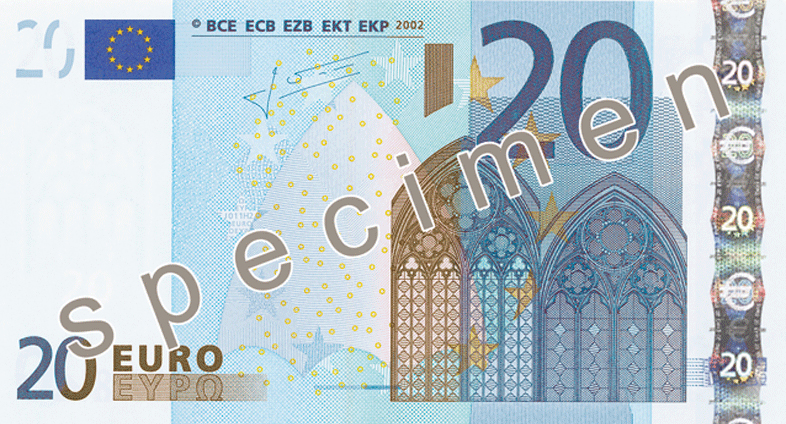
ユーロは欧州統合のシンボルでももっとも目に触れられる機会が多いものである。

パクス・エウロパエア（ラテン語：Pax Europaea）とは、第2次世界大戦後の西ヨーロッパ、北ヨーロッパ諸国によって醸成されたヨーロッパ地域の相対的平和を意味する言葉である。
ラテン語で「ヨーロッパによる平和」をさし、歴史学上の用語「パクス・ロマーナ」に倣って造語されたものである。
第2次世界大戦後、ヨーロッパ地域の脆弱な平和を維持するために、欧州連合によって顕著に具体化されている欧州統合が模索され、冷戦中には西ヨーロッパ地域のほぼ全域において経済、政治、安全保障の統合が推進された。冷戦終結後には、旧社会主義圏であった中央ヨーロッパのほぼ全域と旧ユーゴスラビア諸国、アルバニアなど除くバルカン半島までを覆うようになった。